# Hoa hậu Quốc tế 2008
Hoa hậu Quốc tế 2008 là cuộc thi Hoa hậu Quốc tế lần thứ 48 được tổ chức tại Ma Cao. Đêm chung kết của cuộc thi diễn ra vào ngày 8 tháng 11 năm 2008 với vương miện thuộc về người đẹp Tây Ban Nha, cô Alejandra Andreu.

## Kết quả

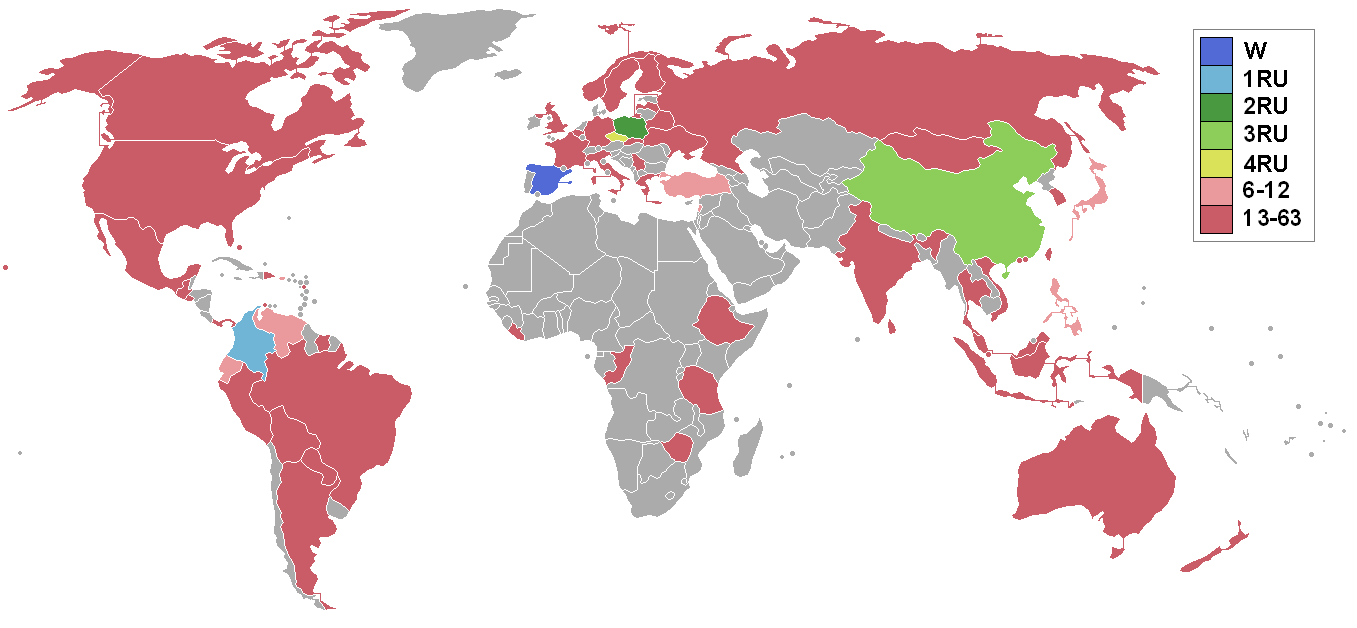
Các quốc gia và lãnh thổ tham gia Hoa hậu Quốc tế 2008 và kết quả.

### Thứ hạng
| Kết quả              | Thí sinh |
| -------------------- | --- |
| Hoa hậu Quốc tế 2008 | - Tây Ban Nha – Alejandra Andreu |
| Á hậu 1              | - Colombia – María Cristina Díaz-Granados |
| Á hậu 2              | - Ba Lan – Anna Tarnowska |
| Á hậu 3              | - Trung Quốc – Lưu Sướng Văn |
| Á hậu 4              | - Cộng hòa Séc – Zuzana Putnářová |
| Top 12               | - Ecuador – Jennifer Pazmiño - Nhật Bản – Kyoko Sugiyama - Philippines – Patricia Fernandez - Puerto Rico – Miriam Pabón - Venezuela – Dayana Colmenares - Thổ Nhĩ Kỳ – Gülsün Uslu - Lebanon – Jessica Kahawaty |

### Các giải thưởng đặc biệt
| Giải thưởng                 | Thí sinh                          |
| --------------------------- | --------------------------------- |
| Trang phục dân tộc đẹp nhất | - Aruba – Nuraisa Lispier         |
| Hoa hậu Thân thiện          | - El Salvador – Georgina Cisneros |
| Hoa hậu Ảnh                 | - Tây Ban Nha – Alejandra Andreu  |
| Vẻ đẹp tự nhiên             | - Belarus – Tatiana Ryneiskaya    |

### Thứ tự công bố

#### Top 12
1. Trung Quốc
2. Colombia
3. Cộng hoà Séc
4. Ecuador
5. Nhật Bản
6. Liban
7. Philippines
8. Ba Lan
9. Puerto Rico
10. Tây Ban Nha
11. Thổ Nhĩ Kỳ
12. Venezuela

## Các thí sinh tham gia
63 thí sinh tham gia cuộc thi năm nay:
| Quốc gia/Vùng lãnh thổ | Thí sinh                | Tuổi | Chiều cao              | Quê hương             |
| ---------------------- | ----------------------- | ---- | ---------------------- | --------------------- |
| Argentina              | Yésica Di Vincenzo      | 20   | 1,73 m (5 ft 8 in)     | Mar del Plata         |
| Aruba                  | Nuraisa Lispier         | 23   | 1,73 m (5 ft 8 in)     | San Nicolaas          |
| Úc                     | Kristal Hammond         | 22   | 1,78 m (5 ft 10 in)    | Waroona               |
| Bahamas                | Amy Knowles             | 22   | 1,70 m (5 ft 7 in)     | San Salvador Island   |
| Belarus                | Tatiana Ryneiskaya      | 21   | 1,75 m (5 ft 9 in)     | Minsk                 |
| Bỉ                     | Charlotte Van De Vijver | 24   | 1,75 m (5 ft 9 in)     | Oost-Vlaanderen       |
| Bolivia                | Paula Andrea Peñarrieta | 19   | 1,78 m (5 ft 10 in)    | Cochabamba            |
| Brazil                 | Vanessa Lima Vidal      | 24   |                        | Fortaleza             |
| Canada                 | Elena Semikina          | 25   | 1,85 m (6 ft 1 in)     | Toronto               |
| Trung Quốc             | Lưu Sướng Văn           | 21   | 1,75 m (5 ft 9 in)     | Bắc Kinh              |
| Trung Hoa Đài Bắc      | Ting Yen Yu             | 24   | 1,70 m (5 ft 7 in)     | Đài Bắc               |
| Colombia               | Cristina Díaz-Granados  | 22   | 1,73 m (5 ft 8 in)     | Valledupar            |
| Cộng hòa Séc           | Zuzana Putnářová        | 21   | 1,80 m (5 ft 11 in)    | Ostrava               |
| Cộng hòa Dominica      | Claudia Peña            | 19   | 1,80 m (5 ft 11 in)    | Bonao                 |
| Ecuador                | Jennifer Pazmiño        | 20   | 1,80 m (5 ft 11 in)    | Guayaquil             |
| El Salvador            | Georgina Cisneros       | 20   | 1,70 m (5 ft 7 in)     | San Salvador          |
| Ethiopia               | Nardos Desta            | 20   | 1,75 m (5 ft 9 in)     | Addis Ababa           |
| Phần Lan               | Jaana Taanila           | 18   | 1,78 m (5 ft 10 in)    | Haukipudas            |
| Pháp                   | Vicky Michaud           | 21   | 1,68 m (5 ft 6 in)     | Paray Le Monial       |
| Đức                    | Katja Bondarenko        | 21   | 1,75 m (5 ft 9 in)     | Niedersachsen         |
| Hy Lạp                 | Sofia Roditi            | 24   | 1,75 m (5 ft 9 in)     | Athens                |
| Guadeloupe             | Nancy Fleurival         | 24   | 1,88 m (6 ft 2 in)     | Abymes                |
| Guatemala              | Wendy Albizurez         | 19   | 1,83 m (6 ft 0 in)     | Bộ phận Chimaltenango |
| Hawaii                 | Serena Karnagy          | 18   | 1,65 m (5 ft 5 in)     | Honolulu              |
| Hồng Kông              | Mã Trại                 | 20   |                        | Trùng Khánh           |
| Ấn Độ                  | Radha Bhrahmbhatt       | 19   | 1,80 m (5 ft 11 in)    | Northwood             |
| Indonesia              | Duma Riris Silalahi     | 24   | 1,73 m (5 ft 8 in)     | Balige                |
| Ý                      | Luna Voce               | 20   | 1,83 m (6 ft 0 in)     | Crotone               |
| Nhật Bản               | Kyoko Sugiyama          | 23   | 1,75 m (5 ft 9 in)     | Kanagawa              |
| Hàn Quốc               | Kim Min-jeong           | 19   | 1,70 m (5 ft 7 in)     | Daegu                 |
| Latvia                 | Kristīne Djadenko       | 24   | 1,73 m (5 ft 8 in)     | Riga                  |
| Liban                  | Jessica Kahawaty        | 20   | 1,75 m (5 ft 9 in)     | Sydney                |
| Liberia                | Telena Casell           | 24   | 1,70 m (5 ft 7 in)     | Monrovia              |
| Ma Cao                 | Florence Loi            | 23   | 1,65 m (5 ft 5 in)     | Ma Cao                |
| Malaysia               | Zi Wei Tham             | 23   | 1,75 m (5 ft 9 in)     | Kuala Lumpur          |
| Mexico                 | Lorenza Bernot          | 19   | 1,75 m (5 ft 9 in)     | Cuernavaca            |
| Mông Cổ                | Ochgerel Khulangoo      | 20   | 1,75 m (5 ft 9 in)     | Ulaanbaatar           |
| New Zealand            | Rhonda Grant            | 23   | 1,78 m (5 ft 10 in)    | Napier                |
| Na Uy                  | Lisa-Mari Moen Jünge    | 20   | 1,78 m (5 ft 10 in)    | Molde                 |
| Panama                 | Alejandra Arias         | 20   | 1,75 m (5 ft 9 in)     | Thành phố Panama      |
| Paraguay               | Rossana Galeano         | 19   | 1,70 m (5 ft 7 in)     | Eusebio Ayala         |
| Peru                   | Massiel Vidal           | 22   | 1,70 m (5 ft 7 in)     | Lima                  |
| Philippines            | Patricia Fernandez      | 22   | 1,68 m (5 ft 6 in)     | Quezon                |
| Ba Lan                 | Anna Tarnowska          | 23   | 1,78 m (5 ft 10 in)    | Szczecin              |
| Puerto Rico            | Miriam Pabón            | 23   | 1,70 m (5 ft 7 in)     | Las Piedras           |
| Cộng hòa Congo         | Blanda Eboundit         | 22   | 1,78 m (5 ft 10 in)    | Brazzaville           |
| Nga                    | Ekaterina Grushanina    | 22   | 1,78 m (5 ft 10 in)    | Chelyabinsk           |
| Serbia                 | Sanja Radinovic         | 19   | 1,75 m (5 ft 9 in)     | Belgrade              |
| Singapore              | Tok Wee Ee              | 18   | 1,65 m (5 ft 5 in)     | Singapore             |
| Slovakia               | Lenka Sýkorová          | 21   | 1,73 m (5 ft 8 in)     | Bratislava            |
| Tây Ban Nha            | Alejandra Andreu        | 19   | 1,73 m (5 ft 8 in)     | Zaragoza              |
| Sri Lanka              | Faith Landers           | 22   | 1,65 m (5 ft 5 in)     | Colombo               |
| Suriname               | Mireille Nederbiel      | 24   | 1,75 m (5 ft 9 in)     | Paramaribo            |
| Thụy Điển              | Jenny Jansson           | 21   | 1,68 m (5 ft 6 in)     | Nässjö                |
| Tanzania               | Jamillah Nyangasa       | 23   | 1,80 m (5 ft 11 in)    | Kilimanjaro           |
| Thái Lan               | Panasrom Kumkit         | 19   | 1,75 m (5 ft 9 in)     | Hat Yai               |
| Thổ Nhĩ Kỳ             | Gülsün Uslu             | 21   | 1,78 m (5 ft 10 in)    | Izmir                 |
| Ukraine                | Yulia Galichenko        | 23   | 1,78 m (5 ft 10 in)    | Mariupol'             |
| Vương quốc Anh         | Nieve Jennings          | 21   | 1,75 m (5 ft 9 in)     | Bishopbriggs          |
| Hoa Kỳ                 | Kelly Best              | 22   | 1,75 m (5 ft 9 in)     | Troy                  |
| Venezuela              | Dayana Colmenares       | 23   | 1,75 m (5 ft 9 in)     | Maracay               |
| Việt Nam               | Cao Thùy Dương          | 20   | 1,72 m (5 ft 7+1⁄2 in) | Yên Bái               |
| Zambia                 | Chipo Mulubisha         | 20   | 1,68 m (5 ft 6 in)     | Lusaka                |

## Chú ý

### Trở lại
| - Lần cuối tham gia vào năm 1992: - Ý - Lần cuối tham gia vào năm 1996: - Bỉ | - Lần cuối tham gia vào năm 2004: - Hawaii - Zambia | - Lần cuối tham gia vào năm 2005: - Bahamas - Ma Cao - Thụy Điển - Lần cuối tham gia vào năm 2006: - Na Uy |

### Bỏ cuộc
| - Armenia - Chile | - Costa Rica - Ai Cập | - Honduras - Nigeria |

## Thông tin thêm
- Tây Ban Nha lần thứ 3 đoạt vương miện Hoa hậu Quốc tế. Hai lần trước nước này đăng quang là vào năm 1977 và 1990.
- Colombia đều giành ngôi Á hậu 1 tại Hoa hậu Quốc tế 2008 và Hoa hậu Hoàn vũ 2008 (Taliana Vargas). Trong khi đó El Salvador đều đoạt giải Hoa hậu Thân thiện trong cả hai cuộc thi này.
- Việt Nam 2 lần liên tiếp đoạt danh hiệu bình chọn qua mạng là 2007 và 2008, cả hai lần đều là 2 người đẹp có cùng tên Thùy Dương là Phạm Thị Thùy Dương và Cao Thùy Dương
- Ekaterina Grushanina của Nga tiếp tục đại diện đất nước mình tham dự cuộc thi Nữ hoàng Du lịch Quốc tế 2009 tại Trung Quốc. Lần này cô giành luôn chiến thắng và giải phụ Á hậu Bikini.
- Jennifer Pazmiño đại diện cho Ecuador tại Hoa hậu Trái Đất 2010 và đoạt vương miện Hoa hậu Không khí (Á hậu 1).